# Dom w głębi lasu
Dom w głębi lasu (The Cabin in the Woods) – horror produkcji amerykańskiej, który swoją premierę miał w kwietniu 2012 roku.

## Obsada aktorska
- Richard Jenkins – jako Steve Hadley
- Bradley Whitford – jako Richard Sitterson
- Jesse Williams – jako Holden McCrea
- Chris Hemsworth – jako Curt Vaughan
- Anna Hutchison – jako Jules Louden
- Sigourney Weaver – jako dyrektorka
- Fran Kranz – jako Marty Mikalski
- Kristen Connolly – jako Dana Polk
- Brian J. White – jako Alex Truman
- Amy Acker – jako Wendy Lin
- Tom Lenk – jako Ronald
- Jodelle Ferland – jako Anna Patience Buckner
- Dan Payne – jako Mathew Buckner
- Maya Massar – jako matka rodu Bucknerów

## Opis fabuły
Fabuła filmu powiela schematy znane widzom popularnych szczególnie w latach osiemdziesiątych XX wieku slasherów (The Cabin in the Woods jest kolejną wariacją z cyklu „młodzież prześladowana w odludnym lesie przez tajemniczego oprawcę”), przedstawia je jednak w zupełnie nowym świetle.
Zarys fabuły według portalu Stopklatka.pl: Dwójka biznesmenów ściąga do domku w lesie grupę nastolatków. Okolica jest pełna różnego rodzaju pułapek, czyhających na młodzież.

## Realizacja i wydanie filmu
Autorami skryptu filmowego są Joss Whedon i Drew Goddard, odpowiedzialni za scenariusze do poszczególnych odcinków serialu Buffy: Postrach wampirów, a film wyreżyserował sam Goddard. Zdjęcia do filmu powstawały od marca 2009 roku w Vancouver w prowincji Kolumbia Brytyjska (Kanada).
Początkowo planowano, by światowa premiera Domu w głębi lasu miała miejsce 5 lutego 2010 roku, lecz ostatecznie wszczęto również prace nad wersją trójwymiarową filmu, co ową premierę znacznie opóźniło. Publikację filmu datowano na 14 stycznia 2011, lecz w tym roku projekt został zawieszony na pewien czas.
Ostatecznie w grudniu 2011 Metro-Goldwyn-Mayer poinformowało, że film ukaże się w kwietniu 2012.